# 바르샤바 모들린 공항

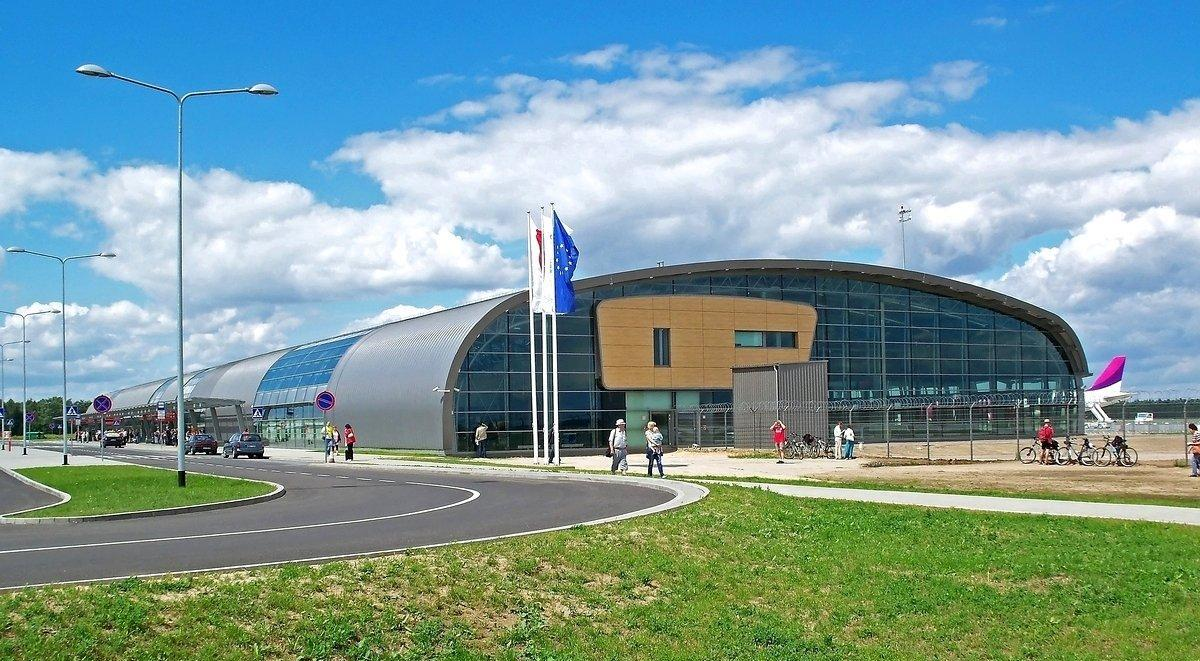

바르샤바 모들린 공항(Warsaw Modlin Airport, IATA: WMI, ICAO: EPMO)은 폴란드 바르샤바 중심부에서 북쪽으로 약 40킬로미터 떨어진 노비드부르마조비에츠키에 위치한 국제공항이다. 이 공항은 바르샤바를 관할하는 저비용 항공사가 사용하도록 하기 위해 고안되었다. 2017년 기준으로 폴란드에서 5번째로 분주한 공항으로, 연간 이용 승객 수는 2,932,639명이다. 이 도시의 주요 국제공항은 바르샤바 쇼팽 공항이다.